# Jacques Glassmann
Jacques Glasmann (Mulhouse, 22 luglio 1962) è un ex calciatore francese, di ruolo difensore centrale.

## Caratteristiche tecniche
È stato un difensore centrale.

## Carriera
Ha esordito nei tornei professionistici alla giovane età di 16 anni con la maglia dello Strasburgo, giocando per 6 stagioni.
Successivamente ha vestito le maglie di Mulhouse (1984-1987) e Tours (1987-1988). Nel 1988 è passato al Valenciennes con cui ha ottenuto la promozione in Division 1 nel 1992.
È diventato famoso nel calcio francese nel 1993, dopo la gara interna contro l'Olympique Marsiglia persa 1-0, denunciando un tentativo di corruzione fatto a lui e ai suoi due compagni di squadra, Christophe Robert e Jorge Burruchaga, dal giocatore marsigliese Jean-Jacques Eydelie (compagno di squadra nel 1987-1988 al Tours) e dal dirigente Jean-Pierre Bernès.
In seguito alle sue denunce, l'Olympique Marsiglia si vedrà revocare lo Scudetto, verrà retrocesso in Division 2, perderà molti suoi giocatori che andranno a giocare all'estero (alcuni in Italia) e i suoi tesserati coinvolti nella vicenda saranno squalificati a vita o per lungo tempo.
Anche per il Valenciennes comincerà un periodo difficile a causa della retrocessione prima in Division 2 (1993), poi nel Championnat National (1994) e, infine, a causa del fallimento della società (1996). Nel 1995 Jacques Glassmann ricevette il premio Fair Play dalla FIFA per la sua onestà, mentre stava disputando la stagione agonistica nel Campionato dell'Isola della Réunion, nell'Oceano Indiano.

## Palmarès

### Club

#### Competizioni nazionali
- Campionato francese: 1

Strasburgo: 1978-1979
- Campionato francese di seconda divisione: 1

Valenciennes: 1991-1992 (girone A)

## Riconoscimenti
FIFA Fair Play Award 1995